# Metagonia petropolis
Metagonia petropolis là một loài nhện trong họ Pholcidae. Loài này được phát hiện ở Brasil.